# Alaa Jamaan
Alaa Jamaan (* 1988 oder 1989 in Damaskus) ist ein syrischer Muay-Thai-Kampfkünstler.

## Leben
Motiviert von seinem älteren Bruder, übt Jamaan seine Sportart seit seinem zwölften Lebensjahr aus. Zunächst trainierte er in Damaskus, floh dann vor den Kriegswirren seiner Heimat nach Österreich. Dort durfte er in einem Boxstudio in Brigittenau trainieren. Seine größten Erfolge sind die Bronzemedaille der Asienmeisterschaft 2013 und die Silbermedaille der Europameisterschaft 2015. Jamaan ist verheiratet.